# 세네갈앵무
세네갈앵무는 앵무새의 한 종류로, 감비아와 세네갈, 말리 일대에서 분포하며, 색이 몸통이 옅은 초록빛이고, 머리와 부리는 회색빛을 띤다. 색깔이 곱고 아름다워 애완용으로 기른다.